# Super Double Dragon
Super Double Dragon, ou Return of Double Dragon: "Sleeping Dragon" has Awoke (リターン・オブ・双截龍) au Japon, est un jeu vidéo de type beat them all développé par Technos et édité par Tradewest sur Super Nintendo en 1992.
Contrairement aux autres volets de la série Double Dragon, cet épisode n'a été commercialisé que sur Super Nintendo.

## Accueil
- AllGame : 2,5/5[1]